# Monte Santa Maria Tiberina
Monte Santa Maria Tiberina település Olaszországban, Umbria régióban, Perugia megyében. Lakosainak száma 1085 fő (2023. január 1.). Monte Santa Maria Tiberina Arezzo, Monterchi és Città di Castello községekkel határos.

## Népesség
A település lakossága az elmúlt években az alábbi módon változott:
| Lakosok száma | 1183 | 1156 | 1085 |
|               | 2015 | 2018 | 2023 |